# The Monsterican Dream
The Monsterican Dream ist das zweite Album der finnischen Hardrock-Band Lordi. Es wurde von Hiili Hiilesmaa produziert und ist im Jahr 2004 veröffentlicht worden.
Der Unterschied zum ersten Album liegt darin, dass Lordi bei Songs wie Pet the Destroyer oder Children Of The Night bewusst Synthesizer verwendete. Auch kamen im zweiten Album ruhige Intros und plötzliche „Kracher“ zum Einsatz. Zum ersten Mal haben Lordi mit Magistra Nocte einen rein instrumentalen Song eingespielt.

## Trackliste
1. Threatical Trailer (Lordi / Kita) – 1:09
2. Bring It on (The raging hounds return) (Lordi) – 4:35
3. Blood Red Sandman (Lordi) – 4:03
4. My Heaven is Your Hell (Lordi) – 3:41
5. Pet the Destroyer (Kita / Lordi) – 3:50
6. The Children of the Night (Lordi) – 3:44
7. Wake the Snake (Lordi) – 3:46
8. Shotgun Divorce (Lordi) – 4:42
9. Forsaken Fashion Dolls (Amen / Lordi) – 3:43
10. Haunted Town (Lordi / Kita) – 3:13
11. Fire in the Hole (Lordi) – 3:27
12. Magistra Nocte (Enary) – 1:33
13. Kalmageddon (Lordi / Kalma) – 4:33

## Singleauskopplungen
- My Heaven Is Your Hell
- Blood Red Sandman